# Everybody Else Is Doing It, So Why Can’t We?
Everybody Else Is Doing It, So Why Can’t We? – debiutancki album irlandzkiego zespołu The Cranberries. Teksty autorstwa Dolores O’Riordan, muzyka napisana przez duet O’Riordan / Noel Hogan z wyjątkiem utworów numer 5, 10–11 napisanych wyłącznie przez O’Riordan.
W roku 2002 ukazało się jego drugie wydanie, pod tytułem Everybody Else Is Doing It, So Why Can’t We? (The Complete Sessions 1991–1993). Pojawiły się tu dodatkowe utwory, które wcześniej można było znaleźć na stronach B singli z albumu.

## Lista utworów
1. „I Still Do” – 3:17
2. „Dreams” – 4:32
3. „Sunday” – 3:30
4. „Pretty” – 2:16
5. „Waltzing Back” – 3:38
6. „Not Sorry” – 4:20
7. „Linger” – 4:34
8. „Wanted” – 2:07
9. „Still Can’t...” – 3:40
10. „I Will Always” – 2:42
11. „How” – 2:51
12. „Put Me Down” – 3:33

Dodatkowe utwory zamieszczone w 2002 w rozszerzonym wydaniu jako cześć zbioru The Complete Sessions 1991–1993
1. „Reason” – 2:02
2. „Them” – 3:42
3. „What You Were” – 3:41
4. „Liar” – 2:22
5. „Pretty” (Pret a Porter Movie Remix) – 3:41
6. „How” (Radical Mix) – 2:58

## Twórcy
- Dolores O’Riordan Burton – śpiew, gitara
- Mike Hogan – gitara basowa
- Noel Hogan – gitara
- Fergal Lawler – perkusja